# Okręg Lunéville
Okręg Lunéville (fr. Arrondissement de Lunéville) – okręg w północno-wschodniej Francji. Populacja wynosi 76 800.

## Podział administracyjny
W skład okręgu wchodzą następujące kantony:
- Arracourt,
- Baccarat,
- Badonviller,
- Bayon,
- Blâmont,
- Cirey-sur-Vezouze,
- Gerbéviller,
- Lunéville-Nord,
- Lunéville-Sud.